# Leucrocuta thetis
Leucrocuta thetis är en dagsländeart som först beskrevs av Jay R. Traver 1935.  Leucrocuta thetis ingår i släktet Leucrocuta och familjen forsdagsländor. Inga underarter finns listade i Catalogue of Life.